# Unione Sportiva Calcio Grumese 1982-1983
Questa voce raccoglie le informazioni riguardanti l'Unione Sportiva Calcio Grumese nelle competizioni ufficiali della stagione 1982-1983.

## Rosa
| N. |                   | Ruolo | Calciatore           |
| -- | ----------------- | ----- | -------------------- |
|    | Italia (bandiera) | C     | Arcangelo Anatriello |
|    | Italia (bandiera) | C     | Mario Baldi          |
|    | Italia (bandiera) | C     | Davide Balestrieri   |
|    | Italia (bandiera) | P     | Michele Bianco       |
|    | Italia (bandiera) | D     | Stefano Boggia       |
|    | Italia (bandiera) | D     | Carmine Capano       |
|    | Italia (bandiera) | C     | Raffaele Cerrato     |
|    | Italia (bandiera) | A     | Eduardo Chiacchio    |
|    | Italia (bandiera) | D     | Alberto Ciucci       |
|    | Italia (bandiera) | A     | Aniello De Risi      |
|    | Italia (bandiera) | D     | Mario Di Dio         |

| N. |                   | Ruolo | Calciatore         |
| -- | ----------------- | ----- | ------------------ |
|    | Italia (bandiera) | C     | Massimo Ferraiuolo |
|    | Italia (bandiera) | C     | Stefano Francioni  |
|    | Italia (bandiera) | C     | Pellegrino Gaito   |
|    | Italia (bandiera) | C     | Giovanni Iuliano   |
|    | Italia (bandiera) | A     | Angelo Mariano     |
|    | Italia (bandiera) | A     | Ciro Peluso        |
|    | Italia (bandiera) | D     | Francesco Pesacane |
|    | Italia (bandiera) | C     | Josè Picardi       |
|    | Italia (bandiera) | C     | Odoacre Romano     |
|    | Italia (bandiera) | A     | Domenico Tortora   |
|    | Italia (bandiera) | P     | Gennaro Viglietti  |